# Tép ma
Tép ma, tên khoa học Macrobrachium esculentum,  là một loài tôm gaithuộc họ Palaemonidae, được Thallwitz mô tả lần đầu tiên vào năm 1891.